# Lançon-Provence
Lançon-Provence – miejscowość i gmina we Francji, w regionie Prowansja-Alpy-Lazurowe Wybrzeże, w departamencie Delta Rodanu.
Według danych na rok 1990 gminę zamieszkiwały 6224 osoby, a gęstość zaludnienia wynosiła 90 osób/km² (wśród 963 gmin regionu Prowansja-Alpy-W. Lazurowe Lançon-Provence plasuje się na 110. miejscu pod względem liczby ludności, natomiast pod względem powierzchni na miejscu 88.).